# Земля (фільм, 1996)
«Земля» (ісп. «Tierra») — драма, мелодрама, третій повнометражний фільм відомого іспанського кінорежисера Хуліо Медема. У 1996 році фільм брав участь в основній конкурсній програмі Каннського кінофестивалю і змагався за головну нагороду цього кіноогляду — «Золоту пальмову гілку». Наступного року стрічка здобула 2 премії «Гойя».

## Сюжет

Кармело Гомес (Анхель) та Сілке (Марі)

Анхель (Кармело Гомес) отримує замовлення від муніципалітету аграрного містечка, оточеного фермами, на знищення мокриць — комах, які надають місцевому вину присмак землі. Він знайомиться з двома красунями — ніжною і сором'язливою білявкою Ангелою (Емма Суарес) і запаморочливо сексуальною рудоволосою з неконтрольованим запалом вісімнадцятирічною Марі (Сілке).
Анхель закохується в обох, адже для нього це нескладно. Справа в тім, що Анхель володіє гіперактивною уявою і роздвоєнням особистості, через що він навіть лікувався в психіатричній лікарні. Він вважає, що він наполовину ангел, а наполовину людина, наполовину живий і наполовину мертвий. Одна половина Анхеля хоче бути з Ангелою і залишатися з нею назавжди, тим більше що вона любить його. Але другу половину притягає Марі, з якою хочеться поїхати дуже далеко.

## У фільмі знімалися
- Кармело Гомес — Анхель
- Емма Суарес — Ангела
- Нанчо Ново— Альберто
- Сілке — Марі
- Карра Елехальде — Патріціо
- Тксема Бласко — Томас
- Ені Санчез — Донька Анхели

## Відгуки
|  | Говорячи неправду, фільм знімали кілька режисерів, а Медем був просто ідейним натхненником. Фелліні підказував з шизофренічними образами і просто дивовижними метафорами, Годар вдихнув у персонажів внутрішній задум, Лінч зробив атмосферу фільму настільки загадковою і внутрішньо напруженою і потойбічної, що вирішив зав'язати з кіно, а хто додав оригінальному чорного гумору .... напевно, Метт Гроунінг зі своїми сценаристами з «Футурами і Сімпсонів». А Медем зробив це кіно настільки ніжним і живим, настільки мелодраматичним і уважним до почуттів, настільки божевільним, наскільки божевільним є справжній живий чоловік, наскільки є божевільним розділена свідомість чоловіка, коли він любить однаково сильно двох жінок. |

Цитата з сайту «Кінопошук»  [Архівовано 7 березня 2009 у Wayback Machine.]